# Skorvtjärnen (Sidensjö socken, Ångermanland)
Skorvtjärnen är en sjö i Örnsköldsviks kommun i Ångermanland och ingår i Nätraåns huvudavrinningsområde.